# Lørdag
Ordet lørdag, ældre dansk løverdag, oldnordisk laugardagr er sammensat af laug "bad" og dagr "dag". Ugedagen betød altså oprindeligt "vaskedag".
På latin hed dagen Diēs Sāturnī "Saturns dag"; de andre ugedage var også opkaldt efter romerske guder. Dette navn lever videre i engelsk Saturday og nederlandsk zaterdag.
Andre europæiske sprog har opkaldt dagen efter sabbaten, den jødiske hviledag, der faldt på denne dag: tysk Samstag (kun Syd- og Vesttyskland, Østrig, Schweiz), fransk samedi, græsk savato (σάββατο), russisk subbota. I Nord- og Østtyskland bruges ordet "Sonnabend" imidlertid, hvilket betyder "aftenen før søndag".